# Sydney Jones
James Sidney Jones (Leeds, 17 de juny de 1861 – Kew (Surrey) 29 de gener de 1946), fou un compositor i director d'orquestra anglès.
Al principi de la seva carrera fou director d'una banda militar i després dirigí companyies d'òpera a Anglaterra i Austràlia i, finalment, fou director de l'orquestra de l'Empire Theatre.
Les seves obres assoliren molt d'èxit en els països de parla anglesa, i algunes arreu del món. Cal citar:
- The Gaiety Girl (1893);
- An Artist's Model (1895);
- The Geisha, la més popular de les obres de Jones (1896);
- A Greek Slave (1899);
- San Toy (1899);
- My Lady Molly (1903);
- The Medeal and the Maid (1903);
- See, See (1905);
- The King of Cadonia (1908);
- The Persian Princess (1909);
- The Girl from Utah (1913).